# Ocalenie (film)
Ocalenie – polski film psychologiczny z 1972 roku w reżyserii Edwarda Żebrowskiego, na podstawie własnego scenariusza, jego pierwszy pełnometrażowy film fabularny. Ocalenie zostało bardzo dobrze przyjęte w obiegu festiwalowym, zapewniając Żebrowskiemu szereg nagród, w tym Nagrodę im. Andrzeja Munka za debiut fabularny oraz wyróżnienie specjalne na Międzynarodowym Festiwalu Filmowym w Valladolid.

## Fabuła
Głównym bohaterem jest docent biologii Adam Małecki, uczony błyskotliwy w pracy, za to oschły i odpychający w życiu prywatnym. Zostaje dotknięty poważnym schorzeniem, będąc świadom degeneracji własnego organizmu. Trafia do szpitala na badania, które wykazują, że cierpi na ciężką i przewlekłą chorobę. Jedyną nadzieją jest jak najszybszy przeszczep nerki. Adam nie zgadza się jednak, by dawcą została jego żona Marta. Jego stan zdrowia się pogarsza. Gdy wreszcie wydaje się, że można wykonać przeszczep, decyzją lekarzy musi ustąpić innemu choremu.

## Obsada
- Zbigniew Zapasiewicz – docent Adam Małecki
- Maja Komorowska – Marta Małecka, żona Adama
- Aleksander Bardini – profesor
- Kazimierz Dejunowicz – Nowicki, astmatyk leżący w jednej sali z Małeckim
- Jan Englert – Andrzej Jezierski, współpracownik Adama
- Piotr Fronczewski – lekarz
- Jerzy Kamas – ksiądz
- Zygmunt Malawski – Zbigniew Woźniak, pacjent leżący w jednej sali z Małeckim
- Marian Opania – Staszek, pacjent leżący w jednej sali z Małeckim
- Czesław Wołłejko – pacjent leżący w jednej sali z Małeckim
- Zygmunt Zintel – były więzień obozu leżący w jednej sali z Małeckim
- Jolanta Bohdal – laborantka Gosia
- Czesław Byszewski – lekarz – członek konsylium
- Małgorzata Leśniewska – siostra oddziałowa

## Nagrody
| Rok  | Instytucja                                                                  | Nagroda                                          | Odbiorca          |
| ---- | --------------------------------------------------------------------------- | ------------------------------------------------ | ----------------- |
| 1972 | Państwowa Wyższa Szkoła Filmowa, Telewizyjna i Teatralna w Łodzi            | Nagroda im. Andrzeja Munka                       | Edward Żebrowski  |
| 1973 | Międzynarodowy Festiwal Filmowy w Valladolid                                | Wyróżnienie specjalne                            | Edward Żebrowski  |
| 1973 | Międzynarodowy Festiwal Filmów Czerwonego Krzyża i Ochrony Zdrowia w Warnie | Nagroda specjalna jury                           | Edward Żebrowski  |
| 1973 | Lubuskie Lato Filmowe                                                       | Nagroda za drugoplanową rolę męską               | Piotr Fronczewski |
| 1973 | Stowarzyszenie Dziennikarzy Polskich                                        | Syrenka Warszawska w kategorii filmu fabularnego | Edward Żebrowski  |
| 1974 | Międzynarodowy Festiwal Filmowy w Chicago                                   | Srebrna Plakietka dla filmu telewizyjnego        | Edward Żebrowski  |